# Erica marlothii
Erica marlothii är en ljungväxtart som beskrevs av Harry Bolus. Erica marlothii ingår i släktet klockljungssläktet, och familjen ljungväxter. Inga underarter finns listade i Catalogue of Life.